# Berg (Niederösterreich)
Berg ist eine Agrar- und Weinbaugemeinde mit 974 Einwohnern (Stand 1. Jänner 2025) im Bezirk Bruck an der Leitha im Osten Niederösterreichs.

## Geografie
Die Gemeinde liegt am Abhang der Hundsheimer Berge, genauer am Fuß der Königswarte (344 m) und deren Ausläufer, dem Unterschilling. In der Nähe des lang gestreckten Dreieckangerdorfes verläuft die Grenze zum Burgenland, die nächste Ortschaft ist Kittsee. In unmittelbarer Nähe befindet sich auch die slowakische Grenze, wo ein internationaler Grenzübergang im Zuge der Pressburger Straße B 9 nach Bratislava in Betrieb ist.
Nordöstlich von Berg befindet sich an einem Badesee die Wochenendhaussiedlung Freizeitzentrum Berg.

### Nachbargemeinden
|                       | Wolfsthal                                   |                       |
| Edelstal (Burgenland) | Kompassrose, die auf Nachbargemeinden zeigt | Bratislava (Slowakei) |
|                       | Kittsee (Burgenland)                        |                       |

## Geschichte
Der Ort wurde erstmals 862 urkundlich als Pagus ad Pergo erwähnt. Durch die ungünstige Grenzlage zu Ungarn wurde der Ort öfters Opfer der Kämpfe verschiedener Völker (vor allem Türken und Ungarn), aber immer wieder aufgebaut. Im Jahr 1822 wurde der Ort als Dorf mit 82 Häusern genannt, das über eine Pfarre und eine Schule verfügte. Die Herrschaft Wolfsthal besaß die Ortsobrigkeit und besorgte die Konskription. Die Landgerichtsbarkeit wurde von der Herrschaft Hainburg ausgeübt. Von 1914 bis 1946 hatte der Ort einen Eisenbahnanschluss durch die Pressburger Bahn, der Bahnhof lag neben der Bundesstraße 9 vor der Kreuzung mit der Pressburgerstraße. Laut Adressbuch von Österreich waren im Jahr 1938 in der Ortsgemeinde Berg zwei Bäcker, ein Binder, zwei Fleischer, ein Friseur, fünf Gastwirte, drei Gemischtwarenhändler, eine Hebamme, zwei Mühlen, zwei Schmiede, drei Schneider, ein Schuster, ein Trafikant, drei Tischler und ein Wagner ansässig.
Im Zweiten Weltkrieg gehörte der Ort ab 1942 bis zum Kriegsende zur Stadtgemeinde Engerau. 1942 wurde hier von Bernhard Berghaus ein Leichtmetallwerk errichtet, in dem Bauteile für die Flugzeugindustrie und die Raketenproduktion sowie Patronenhülsen hergestellt werden sollten. Das Werk beschäftigte 1944 im Probebetrieb 1600–2000 Mitarbeiter, darunter sehr viele Zwangsarbeiter. Im Vollbetrieb hätten hier 6000 Menschen arbeiten sollen, dazu kam es aber nicht mehr. Am 4. April 1945 besetzte die Rote Armee den Ort und das Werk wurde unter die Verwaltung durch USIA gestellt. Die Maschinen und Ausrüstung des Werkes wurden als Wiedergutmachung der Kriegsschäden nach Jugoslawien gebracht.
Von 1972 bis Ende 1996 bildete der Ort zusammen mit Wolfsthal die Gemeinde Wolfsthal-Berg, diese Verbindung wurde durch einen einstimmigen Gemeinderatsbeschluss wieder aufgehoben.

### Bevölkerungsentwicklung
Zwar ist seit 1981 die Geburtenbilanz negativ, doch kann dies durch eine starke Zuwanderung mehr als ausgeglichen werden.
| Berg: Einwohnerzahlen von 1869 bis 2025             | Berg: Einwohnerzahlen von 1869 bis 2025 | Berg: Einwohnerzahlen von 1869 bis 2025 | Berg: Einwohnerzahlen von 1869 bis 2025 | Berg: Einwohnerzahlen von 1869 bis 2025 |
| --------------------------------------------------- | --------------------------------------- | --------------------------------------- | --------------------------------------- | --------------------------------------- |
| Jahr                                                |                                         |                                         |                                         | Einwohner                               |
| 1869                                                | 1869                                    |                                         | 771                                     | 771                                     |
| 1880                                                | 1880                                    |                                         | 823                                     | 823                                     |
| 1890                                                | 1890                                    |                                         | 800                                     | 800                                     |
| 1900                                                | 1900                                    |                                         | 772                                     | 772                                     |
| 1910                                                | 1910                                    |                                         | 905                                     | 905                                     |
| 1923                                                | 1923                                    |                                         | 917                                     | 917                                     |
| 1934                                                | 1934                                    |                                         | 823                                     | 823                                     |
| 1939                                                | 1939                                    |                                         | 769                                     | 769                                     |
| 1951                                                | 1951                                    |                                         | 761                                     | 761                                     |
| 1961                                                | 1961                                    |                                         | 748                                     | 748                                     |
| 1971                                                | 1971                                    |                                         | 663                                     | 663                                     |
| 1981                                                | 1981                                    |                                         | 637                                     | 637                                     |
| 1991                                                | 1991                                    |                                         | 648                                     | 648                                     |
| 2001                                                | 2001                                    |                                         | 674                                     | 674                                     |
| 2011                                                | 2011                                    |                                         | 737                                     | 737                                     |
| 2021                                                | 2021                                    |                                         | 950                                     | 950                                     |
| 2025                                                | 2025                                    |                                         | 974                                     | 974                                     |
| Quelle(n): Statistik Austria, Gebietsstand 1.1.2021 |                                         |                                         |                                         |                                         |

## Kultur und Sehenswürdigkeiten
- Katholische Pfarrkirche Berg hl. Anna: Die Kirche wurde 1748 erstmals als Kapelle erwähnt und 1789 als Pfarrkirche erbaut.
- Die Pottenburg wurde zwischen 955 und 1025 errichtet und 1240 erstmals urkundlich erwähnt. Durch die Türkenstürme in Mitleidenschaft gezogen und durch Artillerietreffer im Zweiten Weltkrieg stark beschädigt, sind von der Pottenburg heute nur mehr Mauerreste und ein Wehrturm erhalten.
- Parallel zur Hauptstraße gibt es drei Kellerzeilen, siehe dazu Liste der Kellergassen in Berg (Niederösterreich)
- An der Pressburger Straße befindet sich ein Gedenkstein an Arne Karlsson, der als Mitarbeiter der schwedischen Hilfsorganisation Rädda Barnen in Ausübung seiner humanitären Tätigkeit von einem sowjetischen Militärposten am 11. Juni 1947 erschossen wurde.

## Öffentliche Einrichtungen
In Berg befindet sich ein Kindergarten.

## Politik
Der Gemeinderat hat 15 Mitglieder.
- Mit den Gemeinderatswahlen in Niederösterreich 1990 hatte der Gemeinderat folgende Verteilung: 7 SPÖ, 5 ÖVP, und 3 Liste Freizeitzentrum (LFZ).
- Mit den Gemeinderatswahlen in Niederösterreich 1995 hatte der Gemeinderat folgende Verteilung: 9 SPÖ, 5 ÖVP, und 1 LFZ.[8]
- Mit den Gemeinderatswahlen in Niederösterreich 2000 hatte der Gemeinderat folgende Verteilung: 9 SPÖ, 5 ÖVP, und 1 LFZ.[9]
- Mit den Gemeinderatswahlen in Niederösterreich 2005 hatte der Gemeinderat folgende Verteilung: 10 SPÖ, und 5 ÖVP.[10]
- Mit den Gemeinderatswahlen in Niederösterreich 2010 hatte der Gemeinderat folgende Verteilung: 9 SPÖ, 5 ÖVP, und 1 LFZ.[11]
- Mit den Gemeinderatswahlen in Niederösterreich 2015 hatte der Gemeinderat folgende Verteilung: 10 SPÖ, 4 ÖVP, und 1 FZBERG.[12]
- Mit den Gemeinderatswahlen in Niederösterreich 2020 hatte der Gemeinderat folgende Verteilung: 8 SPÖ, 6 ÖVP und 1 Liste Freizeitzentrum Berg (FZBERG).[13]
- Mit den Gemeinderatswahlen in Niederösterreich 2025 hat der Gemeinderat folgende Verteilung: 8 ÖVP und 7 SPÖ.[14]

### Bürgermeister
- 1945–1950 Florian Denk (ÖVP)
- 1997–2017 Georg Hartl (SPÖ)
- 2017–2025 Andreas Hammer (SPÖ)[15]

- 2025–0000 Horst Pelzmann (ÖVP)[16]

### Wappen
1999 wurde der Gemeinde Berg ein Wappen verliehen.

### Partnergemeinden
- Tomášov (Slowakei)
- Halászi (Ungarn)[18]

## Persönlichkeiten
- Florian Denk (1884–1962), Politiker (ÖVP) und Abgeordneter zum Landtag von Niederösterreich